# Peter Ludwig Kühnen

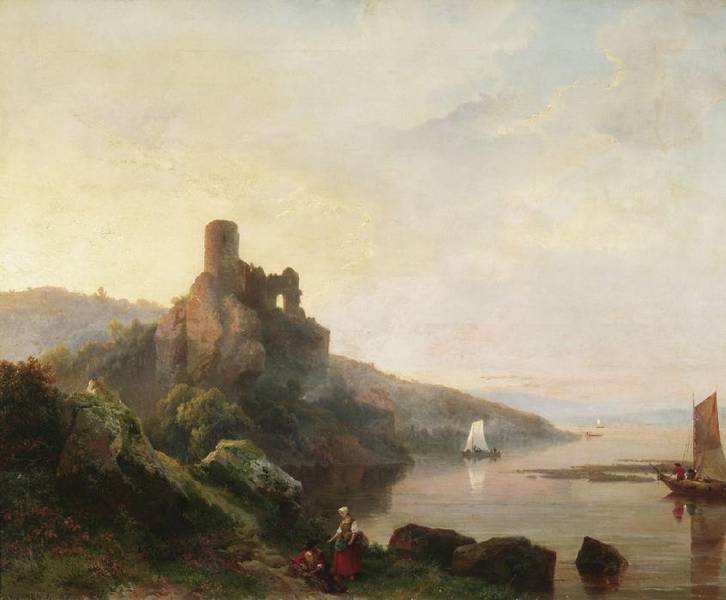
Paisatge romànic del Rin amb ruïna al capvespre

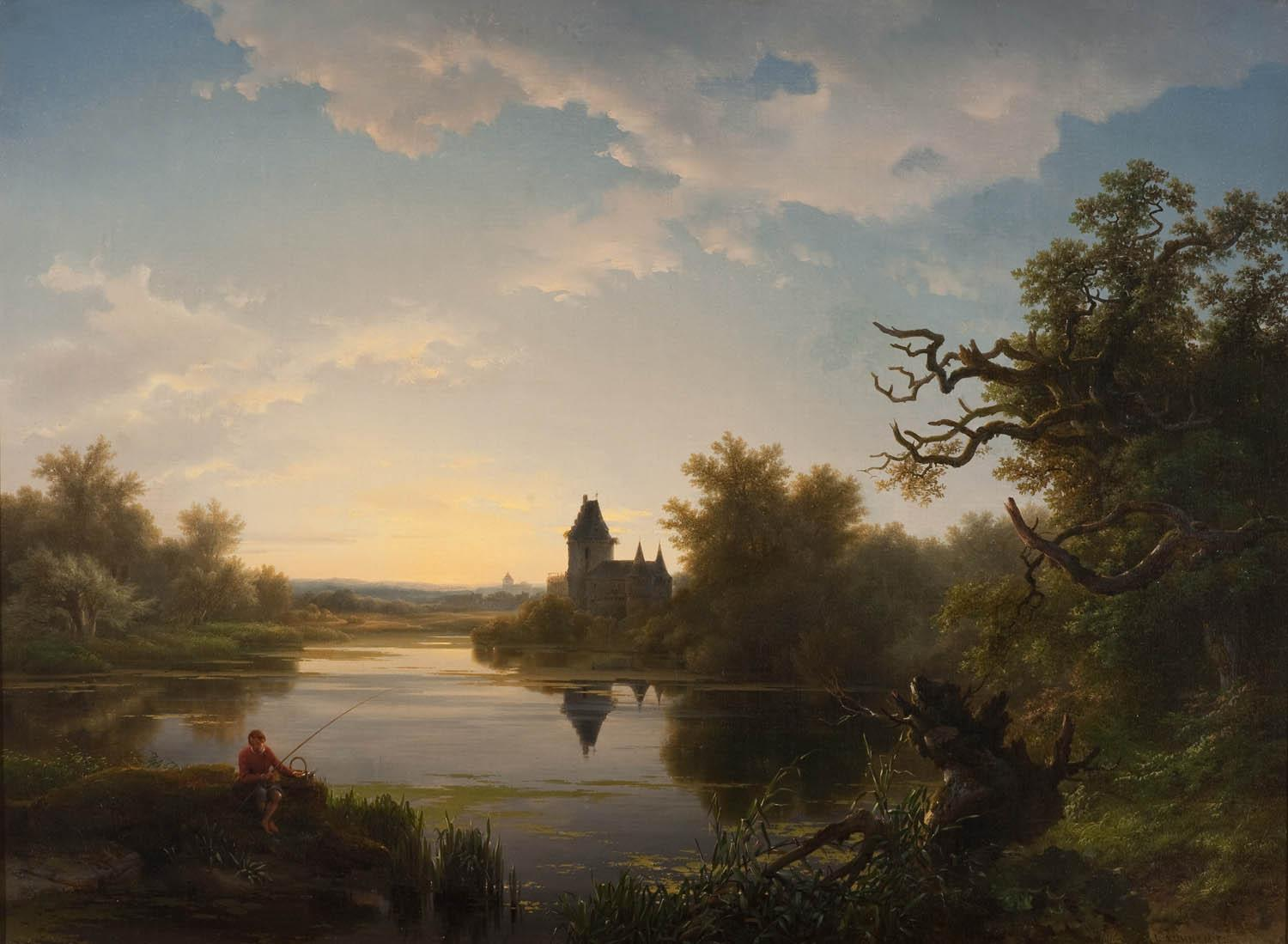
Pescador solitari a Twilight, 1841

Peter Ludwig Kühnen (també conegut com a Pieter Lodewyk Kuhnen o Pierre-Louis Kuhnen) (14 febrer 1812 – 23 novembre 1877) va ser un pintor, aquarel·lista i litògraf alemany.

## Biografia
Va néixer a Aquisgrà el 1812 com a fill d'un empresari local, Simon Gerlach Kühnen i la seva dona, Anne Plum, i va quedar orfe als tretze anys. Amb el suport de l'ajuntament d'Aachen, va rebre formació com a litògraf a la impremta Joseph La Ruelle (de) d'Aachen. Va aprendre a pintar amb Johann Baptist Joseph Bastiné (de) i després va crear els seus propis paisatges el 1830. Va rebre l'encàrrec de pintar a Prosper Louis, setè duc d'Arenberg, fet que el va exposar a un públic més ampli.
Amb el suport d'altres pintors belgues com Gustave Wappers, Eugène Joseph Verboeckhoven o Ferdinand de Braekeleer, es va instal·lar a Brussel·les però va haver de deixar de pintar miniatures a causa d'una malaltia ocular. A partir de llavors, va dedicar el seu temps a la pintura paisatgística en la qual va obtenir els seus majors èxits.
Les seves pintures es van exposar en diverses exposicions d'art internacionals. El 1842 va guanyar la medalla de plata al Saló de Brussel·les, i tres anys després la medalla d'or. El 1846 va guanyar una medalla de tercera classe del Saló de París, el 1848 va ser classificat fora de la competició i el 1850 de nou va obtenir un primer premi a Bruges.
També es va presentar quatre vegades a l'exposició de pintura de l'Associació d'Art de Bremen, així com a Londres i Amèrica, per la qual cosa va obtenir renom, i va rebre nombrosos encàrrecs d'amants de l'art i de membres de la noblesa belga. A més, va ser mestre de pintura i dibuix d'alguns artistes joves amb talent com François Roffiaen, Anna Boch o Euphrosine Beernaert (nl). Se'l considera com un precursor de l'escola Tervuren, proper a les vistes de l'escola de Barbizon.
A més, la família reial belga va sentir parlar favorablement de Kühnen i el rei Leopold I de Bèlgica el va contractar com a professor d'art per a la seva única filla, Charlotte de Bèlgica. El 1856 Kühnen va rebre la creu del Cavaller de l'Ordre de Leopold de mans del rei belga. El 1865, quan Charlotte, casant-se amb Maximilià I de Mèxic va esdevenir emperadriu de Mèxic, va homenatjar Kühnen amb l'Ordre nacional de la Mare de Déu de Guadalupe.
Peter Ludwig Kühnen es va casar amb Anne Barbe Joséphine Hubertine, nascuda Beckers (1807-1867), coneguda com a Hubertine Kühnen a la societat de pintors paisatgístics. El seu fill, Simon Gerlach Leopold Victor Kühnen (nascut el 25 de juny de 1836, a Aquisgrà i mort el 21 d'octubre de 1892 a Assenois-Habaru), era conegut com un digne pintor de retrats.
Durant més de 40 anys, Peter Ludwig Kühnen va aplegar una important col·lecció d'art. Després de la seva mort a Schaerbeek, va lliurar la major part de les seves obres al Reial Museu d'Art Modern de Brussel·les i al Suermondt-Ludwig Museum.